# Чудайкин, Владимир Иванович
Влади́мир Ива́нович Чуда́йкин (24 февраля 1925, Поповка, Пензенская губерния — 20 октября 2020, Самара) — советский танкист, Герой Советского Союза, участник Великой Отечественной войны, Почётный гражданин города Самара.

## Биография
Владимир Иванович родился в деревне Поповка, Пурдошинской волости Краснослободского уезда Пензенской губернии (ныне Темниковского района Республики Мордовия) в крестьянской мордовской семье. Окончил 7 классов в школе в родной деревне.
В 1940 году переехал жить к деду в деревню Коноваловка Борского района Куйбышевской области (ныне Борский район Самарской области). Работал в колхозе. Затем поступил на учёбу в школу фабрично-заводского обучения в Куйбышеве, где учился до 1942 года. С 1942 по 1944 годы работал клепальщиком, слесарем и сборщиком на Куйбышевском авиационном заводе. Труженик тыла, участвовал в постройке самолётов штурмовиков ИЛ-2.
После начала Великой Отечественной войны сотрудников авиазавода на фронт не брали. Только через два года после начала войны хитростью Чудайкин попал на фронт: он спрятал заводскую бронь и комсомольский билет и попал под проверку документов как бездомный, которых массово отправляли на фронт. Однако, чтобы не попасть в штрафбат, на призывном пункте он предъявил документы, и призывная комиссия решила отправить рвущегося на фронт юношу служить.
С апреля 1944 года в Красной Армии. Прошёл обучение в 29-м танковом полку в городе Верхий Уфалей Челябинской области.
В ноябре 1944 года прибыл на фронт. Служил на должности командира орудия основного танка Т-34-85 269-го танкового батальона 23-й отдельной танковой бригады, (9-й танковый корпус, 3-я ударная армия 1-й Белорусский фронт).
В первом в своей жизни бою Владимир Чудайкин с экипажем уничтожил три самоходных орудия противника. В конце этого же боя танк Чудайкина был подбит, погиб весь экипаж танка, только Владимиру Ивановичу удалось спастись.
« Только утром, когда пришли к месту боя, мы увидели наши три сгоревшие танка. Из них мы вытащили останки наших танкистов — только лишь суставы и костяшки… Больше от них ничего не осталось. Таким был мой первый бой».
Всего за время войны Владимир Чудайкин сменил три танка, три экипажа.
Отличился в ходе взятия Берлина. Танк старшины Чудайкина действовал в составе штурмовой группы. Командир танка погиб, и его обязанности исполнял Чудайкин. В бою прикрывал наступающую пехоту огнём и бронёй, ликвидировал огневые точки противника, уничтожил до 30 вражеских солдат. Танкисты помогли погасить огонь экипажу соседнего танка и отбуксировали его в укрытие, после чего вернулись в бой.
В ходе штурма Рейхстага, при поддержке огнём пехоты, танк был подбит, Чудайкин ранен и контужен, после чего госпитализирован. Только вернувшись из госпиталя через месяц, он узнал, что за бои под рейхстагом ему было присвоено звание Героя Советского Союза.
Из наградного листа на присвоение звание Героя Советского Союза:
«Командир орудия старший сержант Чудайкин за время пребывания в батальоне показал себя как дисциплинированный и требовательный младший командир. В боях за город Берлин в период штурма рейхстага 1 мая 1945 года, одновременно выполняя должность командира орудия и командира танка, находясь в штурмовой группе, выдвинулся вперёд и открыл огонь по зданию рейхстага, где уничтожил ДЗОТ, мешающий продвижению пехоты, и стал поддерживать огнём наступающую пехоту. В это время находящийся впереди танк был подбит и загорелся, мешая продвижению танка Чудайкина. Товарищ Чудайкин выскочил из танка, потушил горящий танк и эвакуировал его с поля боя. После чего вновь совместно с пехотой продолжал штурм рейхстага. В этом бою уничтожил противотанковое орудие противника и до 30 гитлеровцев. Целый день вёл бой отважный сержант с противником, обеспечивая продвижение штурмовых групп. Будучи тяжело ранен, несмотря на сильный артогонь противника, сумел вывести танк с поля боя».
За образцовое выполнение боевых заданий Командования на фронте борьбы с немецкими захватчиками и проявленные при этом отвагу и геройство Указом Президиума Верховного Совета СССР от 31 мая 1945 года, старшине Чудайкину Владимиру Ивановичу присвоено звание Героя Советского Союза с вручением ордена Ленина и медали «Золотая Звезда».
После излечение продолжал службу в Бронетанковых войсках в Группе советских оккупационных войск в Германии. В 1947 году вступил в ряды КПСС. Уволен в запас в 1950 году.
С 1950 до 1959 года жил в Мордовской АССР. В 1954 году окончил Саранскую партийную школу и работал на машинно-тракторной станции. С 1956 до 1959 года работал заместителем председателя Рыбкинского райисполкома (ныне территория Ковылкинского района Республики Мордовия).
В 1959 году переехал с семьей в Куйбышев. С 1959 до 1996 года работал слесарем, затем начальником отдела на Куйбышевском металлургическом заводе. С 1987 и до самой смерти возглавял Совет ветеранов войны, труда, военной службы и правоохранительных органов Кировского района города Самары. Принимал активное участие в ветеранском движении города и области, занимался общественной работой.
В 2000 году к 55-летию Победы ему было присвоено звание майора.
29 апреля 2010 года Владимиру Ивановичу Чудайкину было присвоено звание «Почётный гражданин города Самары» за проведение большой работы среди ветеранов, за активное участие в военно-патриотическом воспитании подрастающего поколения.
Был женат на Лидии Дмитриевне Чудайкиной (Полушкиной). Вырастил дочь и двух внуков.
Ушёл из жизни 20 октября 2020 года. Похоронен на аллее почётного захоронения Самарского городского кладбища. Был последним Героем Советского Союза в Самарской области получившим это звание за участие в Великой Отечественной войне.

## Память
- Имя Героя носит средняя школа № 150 Кировского района города Самары.
- На доме в Самаре где жил ветеран (ул. Марии Авейде дом 35) установлена мемориальная доска.
- На здании школы в посёлке Умёт Зубово-Полянского района Мордовии установлена мемориальная доска.
- В городе Темников Республики Мордовия на аллее Славы (ул. Карла Маркса) установлен памятный знак.
- 9 мая 2022 года в Самарском парке победы был открыт бюст Владимира Чудайкина.

Бюст В. И. Чудайкина в Парке победы, Самара

## Награды
- Герой Советского Союза (№ 6992, 31 мая 1945);
- орден Ленина (31 мая 1945);
- орден Отечественной войны I степени;
- медаль «За победу над Германией в Великой Отечественной войне 1941-1945 гг.»;
- медаль «За взятие Берлина»;
- медаль «За освобождение Варшавы»;
- Медаль «За участие в военном параде в День Победы»[2].
- Почётный гражданин Самарской области (17 апреля 2015) — за заслуги в общественной деятельности, значительный вклад в развитие ветеранского движения и патриотическое воспитание граждан Самарской области

24 февраля 2005 года, в день 80-летия со дня рождения заслуженному ветерану вручена Почётная грамота Самарской Губернской Думы.
Постановлением Губернатора Самарской области в 2020 году ветеран отмечен знаком отличия «За заслуги перед Самарской областью».